# Cervonîi Lîman, Sloveanoserbsk
Cervonîi Lîman (în ucraineană Червоний Лиман) este un sat în comuna Vesneane din raionul Sloveanoserbsk, regiunea Luhansk, Ucraina.

## Demografie
Componența lingvistică a localității Cervonîi Lîman
     Rusă (98,8%)
     Ucraineană (1,2%)
Conform recensământului din 2001, majoritatea populației localității Cervonîi Lîman era vorbitoare de rusă (98,8%), existând în minoritate și vorbitori de ucraineană (1,2%).